# Estació d'Artigues - Sant Adrià
|  | El títol d'aquest article és incorrecte a causa de limitacions tècniques. El títol correcte de l'article és Estació d'Artigues \| Sant Adrià. |

Artigues | Sant Adrià és una estació de la L2 del Metro de Barcelona situada sota l'avinguda d'Alfons XIII al terme municipal de Badalona però a escassos metres del terme municipal Sant Adrià de Besòs.
L'estació va entrar en servei el 1985 com a part de la L4 i amb el nom de Joan XXIII fins que el 2002 amb la traspàs del tram La Pau - Pep Ventura a la L2 va passar a formar part d'aquesta línia, va adoptar el nom actual i amb el canvi es va adaptar a persones amb mobilitat reduïda.
| Metro de Barcelona     |         |                                              |          |                        |
| Procedència/Destinació | <       | Línia                                        | >        | Procedència/Destinació |
| Paral·lel              | Verneda | Logotip de la Línia 2 del metro de Barcelona | Sant Roc | Badalona Pompeu Fabra  |

## Accessos
- Carretera de Santa Coloma
- Avinguda de Joan XXIII